# Filipe de Souza
Filipe Clemente de Souza (ur. 26 października 1976 roku w Makau) – kierowca wyścigowy z Makau.

## Kariera
Od 2011 roku Souza startuje w azjatyckich wyścigach World Touring Car Championship.

## Statystyki
| Sezon | Seria                          | Zespół                   | Wyścigi | Zwycięstwa | PP | NO | Podium | Punkty | Pozycja |
| ----- | ------------------------------ | ------------------------ | ------- | ---------- | -- | -- | ------ | ------ | ------- |
| 2011  | World Touring Car Championship | Corsa Motorsport         | 2       | 0          | 0  | 0  | 0      | 0      | NS      |
| 2012  | World Touring Car Championship | China Dragon Racing      | 4       | 0          | 0  | 0  | 0      | 0      | NS      |
| 2013  | World Touring Car Championship | China Dragon Racing      | 6       | 0          | 0  | 0  | 0      | 0      | NS      |
| 2014  | World Touring Car Championship | Liqui Moly Team Engstler | 8       | 0          | 0  | 0  | 0      | 0      | 21      |